# Denissovans

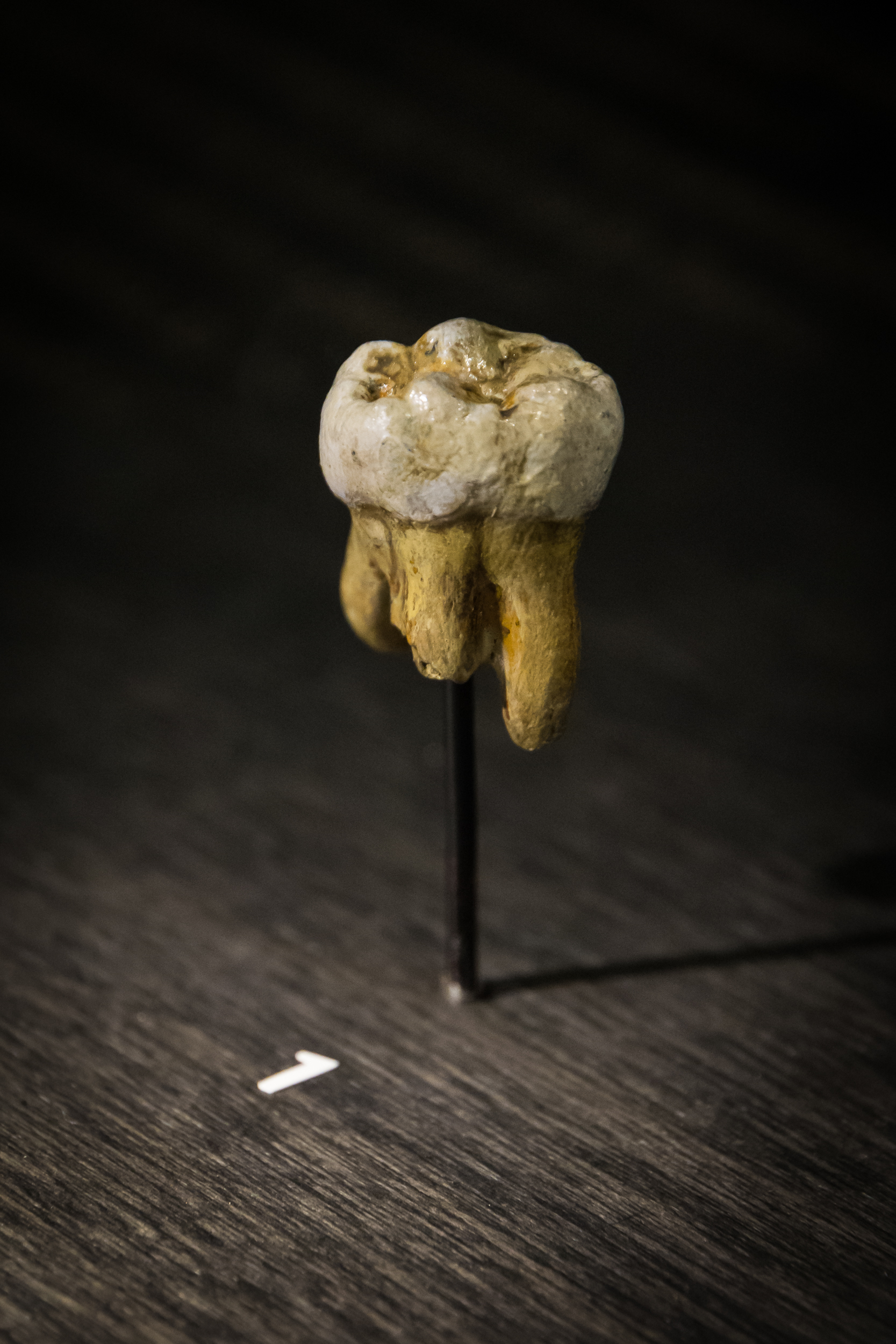
Rèplica d'una molar denissovana, originalment trobada a la Cova Deníssova l'any 2000, al Museu de Ciències Naturals de Brussel·les

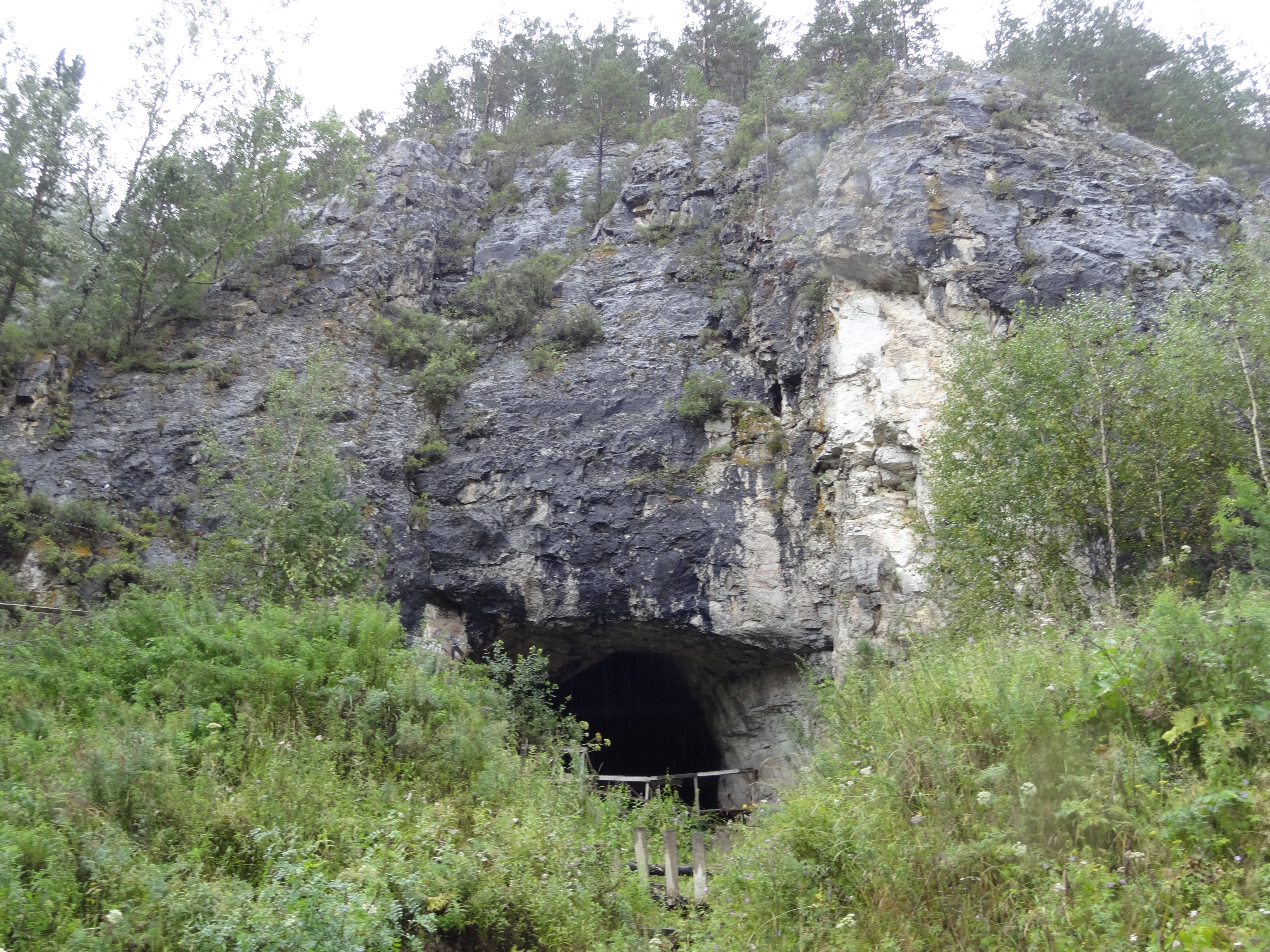
Cova de Deníssova, on es va trobar la «Dona X»

Els denissovans o homínids de Deníssova són una espècie o subespècie extinta d'humans arcaics que es va estendre per Àsia durant el Paleolític inferior i mitjà, i va viure, basant-se en l'evidència actual, des de fa 285.000 a 25.000 anys. Els denissovans es coneixen a partir de poques restes físiques; en conseqüència, la major part del que se'n sap prové de proves d'ADN. No s'ha establert cap nom formal d'espècie a l'espera de material fòssil més complet.
La primera identificació d'un individu de Deníssova es va produir l'any 2010, basant-se en l'ADN mitocondrial (mtDNA) extret de l'os d'un dit femení juvenil excavat a la cova de Deníssova siberiana al massís de l'Altai el 2008. L'ADN nuclear indica estretes afinitats amb l'home de Neandertal. La cova també va ser habitada periòdicament per neandertals, però no és clar si els neandertals i els denissovans van cohabitar mai a la cova. Posteriorment, es van identificar espècimens addicionals de la cova Deníssova, així com un sol exemplar de la cova Karst de Baishiya a l'Altiplà del Tibet i la cova de Cobra a la serralada Annamita de Laos. Les proves d'ADN suggereixen que tenien la pell, els ulls i els cabells foscos, i la seva complexió i els trets facials eren semblants als de Neandertal. No obstant això, tenien queixals més grans que recorden els humans arcaics del Chibanià (Plistocè mitjà) i Plistocè superior, i els australopitecins.
Aparentment, els denissovans es van creuar amb humans moderns, amb un alt percentatge (aproximadament un 5%) que es trobava en melanesis, aborígens australians i negritos. Aquesta distribució suggereix que hi havia poblacions de denissovans a tot Àsia. També hi ha evidències de mestissatge amb la població neandertal d'Altai, aproximadament amb un 17% del genoma de Deníssova provinent de la cova de Deníssova. Un híbrid de primera generació anomenat "Denny" va ser descobert amb un pare denissovà i una mare neandertal. A més, el 4% del genoma dels denissovans prové d'una espècie humana arcaica desconeguda, que es va separar dels humans moderns fa més d'un milió d'anys.

## Taxonomia
Els denissovans poden representar una nova espècie d'Homo o una subespècie arcaica d'Homo sapiens (humans moderns), però hi ha massa pocs fòssils per aixecar un tàxon adequat. Els noms d'espècies proposats de manera proactiva per als denissovans són H. denisova o H. altaiensis. Els investigadors xinesos suggereixen que els denissovans eren membres d'Homo longi, idea estat recolzada pel paleontòleg Chris Stringer.

### Descobriment

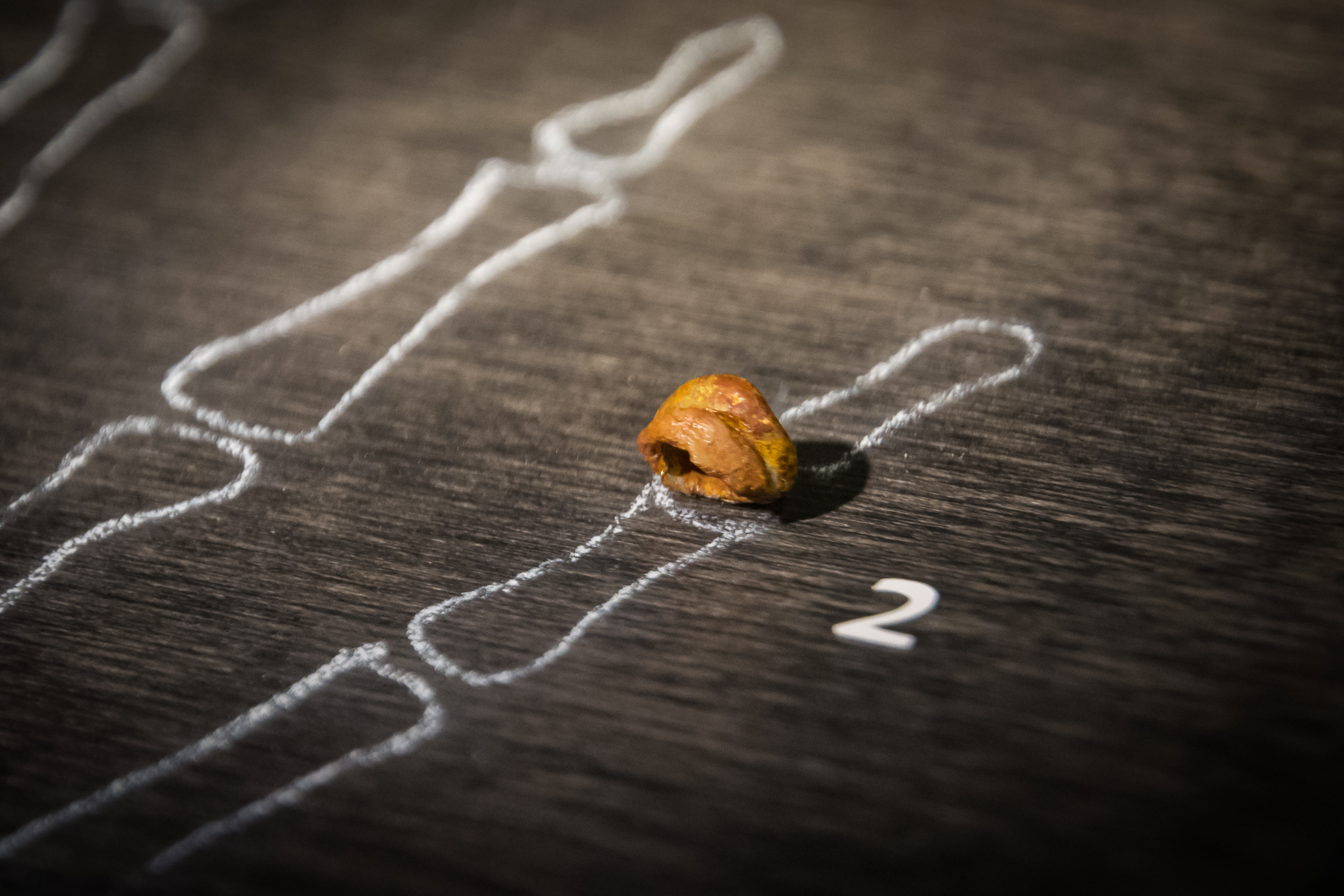
Fragment d'una falange d'hominí de Deníssova trobada a la cova de Deníssova

La cova de Deníssova es troba al centre-sud de Sibèria, Rússia, al massís de l'Altai, prop de la frontera amb el Kazakhstan, la Xina i Mongòlia. Porta el nom de Denís (Dionisi), un ermità rus que hi va viure al segle xviii. La cova va ser inspeccionada per primer cop a la recerca de fòssils a la dècada de 1970 pel paleontòleg rus Nikolai Ovodov, que buscava restes de cànids.
El 2008, Mikhaïl Xunkov de l'Acadèmia de Ciències de Rússia i altres arqueòlegs russos de l'Institut d'Arqueologia i Etnografia de la Secció Siberiana de l'Acadèmia de Ciències de Rússia de Novossibirsk Akademgorodok van investigar la cova i van trobar l'os del dit d'un homínid femení juvenil datat en un primer moment d'entre 50.000 i 30.000 anys, una estimació que investigacions posteriors han situat entre 76.200 i 51.600 anys. L'exemplar es va anomenar originalment dona X perquè l'ADN mitocondrial matrilineal (ADNmt) extret de l'os va demostrar que pertanyia a un nou homínid antic, genèticament diferent tant dels humans moderns contemporanis com de l'home de Neandertal.
El 2019, l'arqueòloga grega Katerina Duka i els seus col·legues van datar amb radiocarboni exemplars de la cova de Deníssova i van estimar que Deníssova 2 (l'exemplar més antic) va viure fa 195.000-122.700 anys. L'ADN denissovà més antic recollit dels sediments de la Cambra Est data de fa 217.000 anys. Basant-se en artefactes també descoberts a la cova, l'ocupació dels homínids (probablement per Denissovans) va començar fa 287.000 anys amb una variació de 41.000 anys, o bé fa 203.000 anys amb una variació de 14.000 anys. Els neandertals també estaven presents fa 193.000 anys amb una variació de 12.000 anys i fa 97.000 anys amb una variació de més o menys 11.000 anys, possiblement simultàniament amb els denissovans.

### Espècimens
Els fòssils de múltiples individus diferents de Deníssova de la Cova de Deníssova s'han identificat a través del seu ADN antic (aDNA): Deníssova 2, 3, 4, 8, 11 i 25. Una anàlisi filogenètica basada en l'ADNmt d'aquests individus va suggerir que Deníssova 2 és la més antiga, seguida de Deníssova 8, mentre que Deníssova 3 i Deníssova 4 eren aproximadament contemporànies. El 2024, els científics van anunciar la seqüència de Deníssova 25, que estava en una capa datada fa 200.000 anys. Durant la seqüenciació de l'ADN, es va trobar que una proporció baixa dels genomes Deníssova 2, Deníssova 4 i Deníssova 8 havia sobreviscut, però una proporció elevada dels genomes Deníssova 3 i Deníssova 25 estaven intactes. La mostra de Deníssova 3 es va tallar en dues, i la seqüenciació inicial d'ADN d'un fragment es va confirmar més tard de manera independent mitjançant la seqüenciació de l'ADNmt del segon.
La cova de Deníssova va contenir els únics exemples coneguts de denissovans fins al 2019, quan un grup de recerca liderat per Fahu Chen, Dongju Zhang i Jean-Jacques Hublin va descriure una mandíbula parcial descoberta el 1980 per un monjo budista a la cova Karst de Baishiya a l'Altiplà del Tibet de la Xina. Coneguda com la mandíbula de Xiahe, el fòssil va passar a formar part de la col·lecció de la Universitat de Lanzhou, on va romandre sense estudiar fins al 2010. Es va determinar mitjançant l'anàlisi de proteïnes antigues que contenia col·lagen que per seqüència es va trobar que tenia una estreta afiliació al dels denissovans de la cova de Deníssova, mentre que la datació de la desintegració de l'urani de l'escorça carbonatada que envoltava l'exemplar indicava que tenia més de 160.000 anys. La identitat d'aquesta població es va confirmar més tard mitjançant l'estudi de l'ADN ambiental, que va trobar l'ADNmt de Denissovans en capes de sediments que van des de fa 100.000 a 60.000 anys abans de l'actualitat, i potser més recents.
El 2018, un equip d'antropòlegs laosians, francesos i nord-americans, que havia estat excavant coves a la jungla laosiana de la Serralada Annamita des del 2008, va ser dirigit per nens locals al lloc Tam Ngu Hao 2 ("cova de la cobra") on van va recuperar una dent humana. La dent (número de catàleg TNH2-1) coincideix amb el desenvolupament d'un nen d'entre 3,5 i 8,5 anys, i la manca d'amelogenina (una proteïna del cromosoma Y) suggereix que pertanyia a una noia sense una degradació extrema de la proteïna durant un llarg període. L'anàlisi del proteoma dental no va ser concloent per a aquest exemplar, però l'equip va trobar que era anatòmicament comparable amb la mandíbula de Xiahe i, per tant, la va categoritzar provisionalment com a denissovans, tot i que no van poder descartar que fos neandertal. La dent probablement data de fa 164.000 a 131.000 anys.
El 2024, una anàlisi ZooMS de més de 2.500 ossos trobats a la cova de Baishiya Karst va revelar un fragment d'os més; una costella que data d'entre 48.000 BP i 32.000 BP. La conclusió de l'anàlisi de ZooMS va ser que no hi havia evidència que cap altre grup humà hagués ocupat la cova. Altres fragments d'ossos inclouen un gran nombre d'exemplars de bàral, iac salvatge, rinoceront llanut, hiena tacada, marmota, i altres petits mamífers i ocells. L'examen de les superfícies dels ossos dels animals indica que els denissovans van treure la carn i la medul·la òssia dels ossos i també mostren que els humans els van utilitzar com a matèria primera per fer eines. També hi havia indicis d'artefactes de pedra a cada capa excavada.
Alguns descobriments més antics poden pertànyer o no a la línia Denissovans, però Àsia no està ben cartografiada pel que fa a l'evolució dels éssers humans. Aquestes troballes inclouen el crani de Dali, l'homínid Xujiayao, l'home Maba, l'homínid Jinniushan i l'humà Narmada. La mandíbula de Xiahe mostra semblances morfològiques amb alguns fòssils posteriors de l'Àsia oriental com Penghu 1, però també amb H. erectus xinès. El 2021, el paleoantropòleg xinès Qiang Ji va suggerir que la seva espècie recentment erigida, H. longi, podria representar els denissovans basant-se en la similitud entre el molar de l'exemplar tipus i el de la mandíbula de Xiahe.

### Evolució
L'ADN mitocondrial (ADNmt) seqüenciat, conservat pel clima fresc de la cova, on la temperatura mitjana és al punt de congelació es va poder extreure de l'espècimen Deníssova 3 per un equip de científics dirigit per Johannes Krause i Svante Pääbo de l'Institut Max Planck d'Antropologia Evolutiva a Leipzig, Alemanya. L'ADNmt de denissovà 3 difereix del dels humans moderns en 385 bases (nucleòtids) d'aproximadament 16.500, mentre que la diferència entre els humans moderns i els neandertals és d'unes 202 bases. En comparació, la diferència entre els ximpanzés i els humans moderns és d'aproximadament 1.462 parells de bases d'ADNmt. Això va suggerir que l'ADNmt dels Denissovans va divergir del dels humans moderns i dels neandertals fa uns 1.313.500–779.300 anys; mentre que l'ADNmt humà modern i neandertal van divergir fa 618.000-321.200 anys. Krause i els seus col·legues van arribar a la conclusió que els denissovans eren descendents d'una migració anterior de H. erectus fora d'Àfrica, completament diferents dels humans moderns i dels neandertals.
Segons l'ADN nuclear (nDNA) de Deníssova 3, que tenia un grau inusual de preservació d'ADN amb només una contaminació de baix nivell, els denissovans i els neandertals estaven més relacionats entre ells que no pas amb els humans moderns. Utilitzant el percentatge de distància de l'últim avantpassat comú humà-ximpanzé, els denissovans/neandertals es van separar dels humans moderns fa uns 804.000 anys, i els uns dels altres fa 640.000 anys. Utilitzant una taxa de mutació d'1 × 10−9 o 0,5 × 10−9 per parell de bases (pb) per any, la divisió neandertal/denissovà es va produir fa uns 236–190.000 o 473–381.000 anys respectivament. Utilitzant 1,1 × 10−8 per generació amb una nova generació cada 29 anys, el temps és de 744.000 anys. Utilitzant 5 × 10−10 llocs de nucleòtids per any, fa 616.000 anys. Utilitzant aquestes últimes dates, la separació probablement ja s'havia produït quan els homínids es van estendre per Europa. En general es considera que H. heidelbergensis va ser l'avantpassat directe dels denissovans i dels neandertals, i de vegades també dels humans moderns. A causa de la forta divergència en l'anatomia dental, és possible que s'hagin dividit abans que la dentició característica del neandertal evolucionés fa uns 300.000 anys.
Un estudi de 2011 va trobar que l'ADN de denissovà és freqüent en papuans, aborígens australians, oceànics propers, polinesis, fijians, indonesis orientals i els aeta de les Filipines; però no als asiàtics orientals, als indonesis occidentals, als jahai de Malàisia o als önge de les illes Andaman. Això pot suggerir que la introgressió denissova es va produir a la regió del Pacífic més que a la part continental asiàtica, i que els avantpassats d'aquests últims grups no estaven presents al sud-est asiàtic en aquell moment.

## Cultura

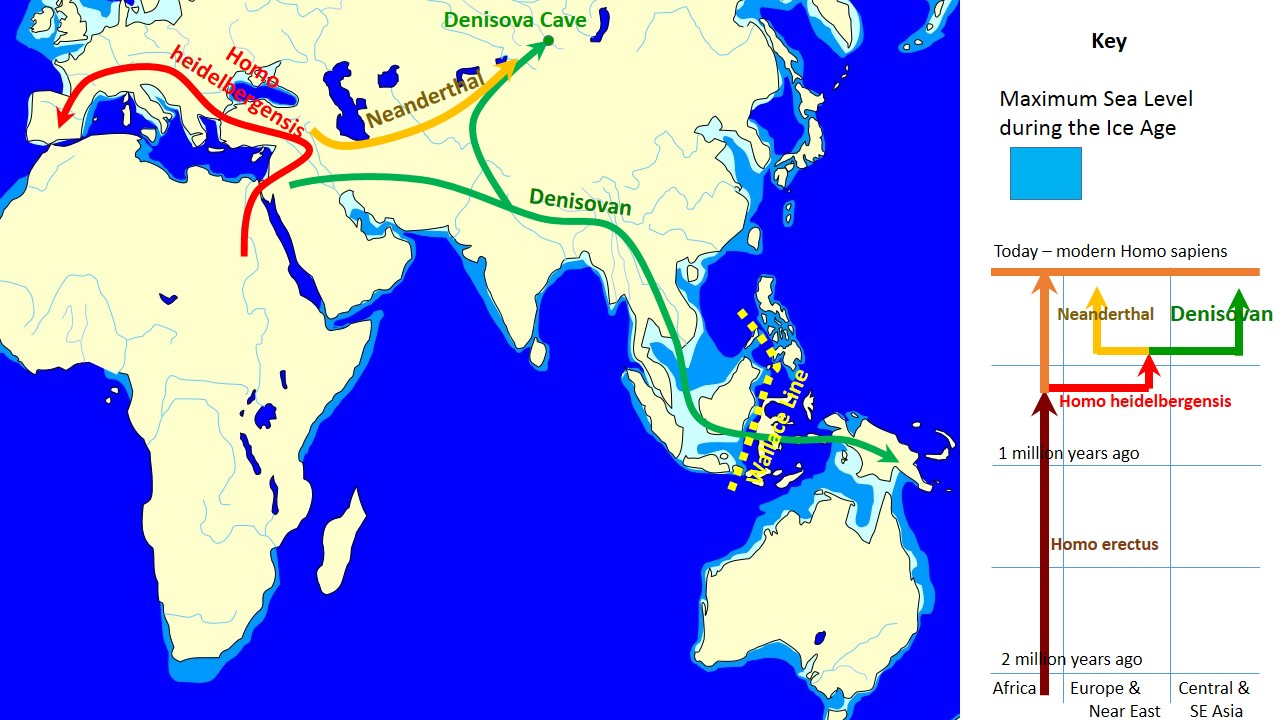
Evolució i difusió geogràfica dels denissovans en comparació amb els neandertals, Homo heidelbergensis i Homo erectus

L'hominí de Deníssova seria descendent d'una antiga migració humana des de l'Àfrica diferent de les migracions ja reconegudes d'Homo erectus, neandertals i humans moderns.
A desgrat de l'escassetat de fòssils denissovans, de les dents i els ossos se n'ha pogut extreure fragments de material genètic que es remunten a 200.000 anys enrere. També se n'han trobat pistes genètiques al sòl de les coves. I milers de milions d'habitants de la Terra porten ADN denissovà, heretat gràcies a la hibridació. A través de l'ADN, es pot inferir que eren capaços de subsistir al llarg de milers de quilòmetres i en entorns diversos, des de Sibèria fins al Tibet i els boscos de Laos, i potser fins i tot a les illes del Pacífic.
A partir dels alts percentatges d'ADN denissovà en papús i australians moderns, els denissovans poden haver creuat la línia de Wallace cap a aquestes regions (amb poca migració cap a l'oest), sent la segona espècie humana coneguda en fer-ho, després de l'Home de Flores. Segons aquesta lògica, també poden haver arribat a les Filipines, vivint al costat de Homo luzonensis que, si és el cas, pot representar la mateixa espècie o una espècie estretament relacionada. Aquests denissovans poden haver necessitat travessar grans masses d'aigua. Alternativament, l'alta barreja d'ADN denissovà a les poblacions papúes modernes pot simplement representar una mescla més alta entre els avantpassats originals dels papú abans de creuar la línia de Wallace. Els islandesos també tenen un patrimoni denissovà anormalment alt, que podria provenir d'una població denissovana molt a l'oest de l'Altai. Les dades genètiques suggereixen que els neandertals feien llargues travesses entre Europa i les muntanyes d'Altai, especialment cap a la seva extinció.